# Посёлок Дюртюлинской МТС
Посёлок Дюртюлинской МТС (баш. Дүртөйлө МТС-ы ҡасабаhы) — упразднённый посёлок, включенный в состав современного города Дюртюли Дюртюлинского района Республики Башкортостан Российской Федерации. До упразднения входил в состав Дюртюлинского сельского совета. Существовал до 1960-х гг..

## География
Располагался в 1 км от райцентра и 125 км к северо-западу от ж.-д. станции Уфа.

## История
Основан в 1930-е гг. как поселение при машинно-тракторной станции. Сама «Дюртюллинская МТС, организована в 1931 году с 27 тракторами в 522 НР, с 7 комбайнами, обслуживала 51 колхоз с общей посевной площадью в 358 30 га, кроме того, имеется Дюртюллинская машиносенокосная станция, организованная в 1932 году скошенная площадь лугов в 1933 году составляла 10481 га» (Районы Башкирии : экономико-статистический справочник районов за 1932—1933 гг. / Упр. нар.-хоз. учёта Башк. АССР. — Уфа : Издание Башнархозучета, 1934. — 65 с., [44] л. карт : табл. Стр. 45).
В конце 1950-х гг. вошёл в состав с. Дюртюли.

## Население
В 1939—185 человек.